# Pastetenvogel
Ein Pastetenvogel (englisch: pie bird oder pie funnel) ist ein kleiner hohler Keramikschornstein in Form eines Vogels, welcher in Großbritannien beim Backen von Pasteten verwendet wird. 

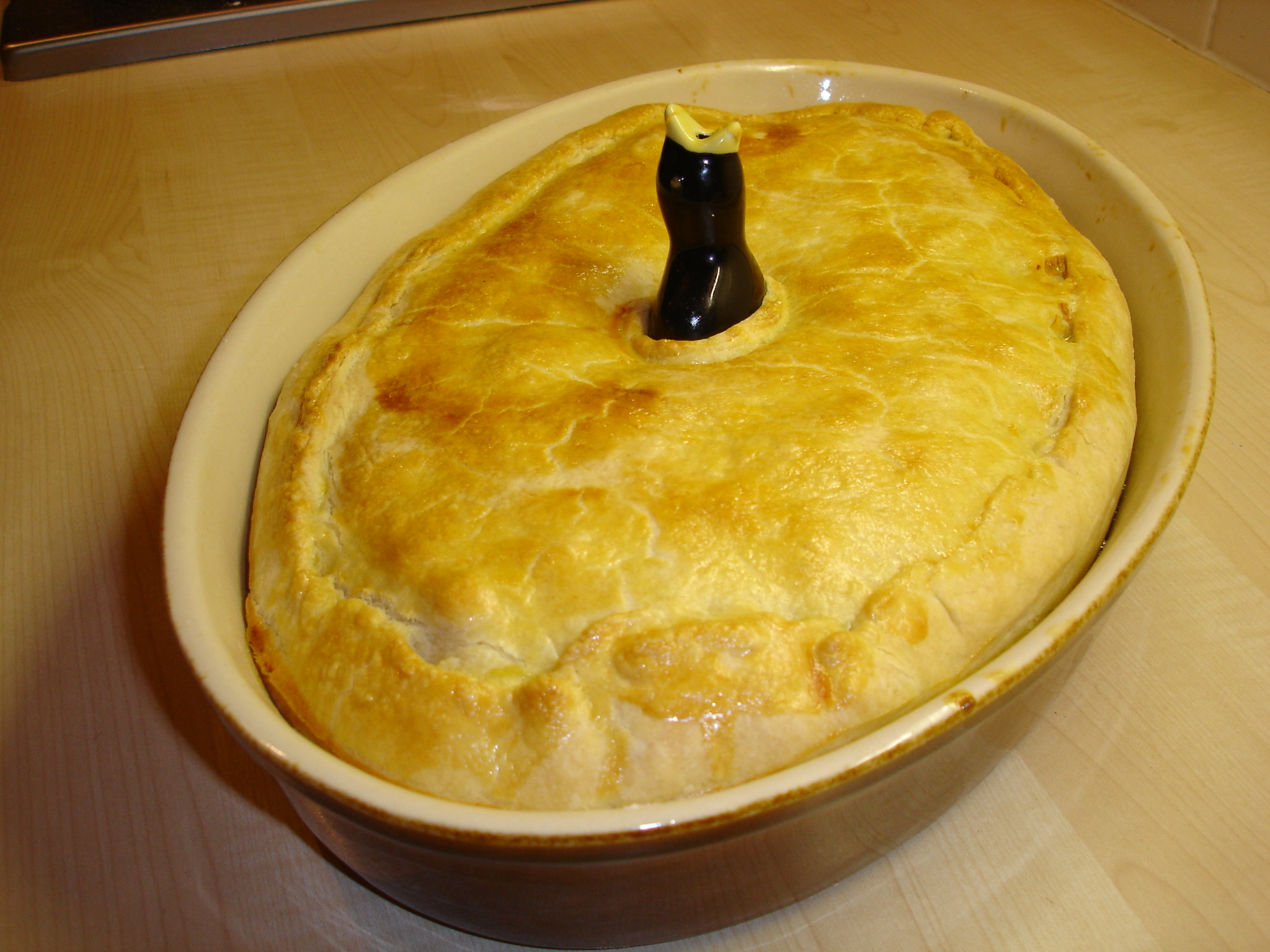
Hühnerpastete mit pie bird.

Der Pastetenvogel wird mittig durch den Teigdeckel der Pastete geführt, um den Dampf während des Backens entweichen zu lassen.
Kleine Pastetenschornsteine aus Keramik wurden in den 1940er Jahren populär. Später erhielten sie die Form von Amseln, Drosseln und anderen Vögeln, auch Koch- oder Cartoonfiguren, und sind mittlerweile zu Sammlerstücken geworden. Andere Formen sind aus Hartholz gedrechselte oder in Handarbeit hergestellte Kegel oder Zylinder.
In deutschsprachigen Kochbüchern des 18. Jahrhunderts kamen bei der Zubereitung von Pasteten kleine Schornsteine aus Teig zum Einsatz.
Als Behelf erfüllen kleine Schornsteine aus Backpapier oder Alufolie den gleichen Zweck.